# Hornets de Charlotte (NBA)
Pour les articles homonymes, voir Bobcat (homonymie).
Maillots
Actualités
Les Hornets de Charlotte (en anglais : Charlotte Hornets, « les frelons de Charlotte ») sont une franchise de basket-ball évoluant dans la Division Sud-Est de la Conférence Est de la National Basketball Association (NBA).
Les Hornets sont fondés en 1988 et ont évolué à Charlotte en Caroline du Nord jusqu'en 2002, lorsque la franchise est délocalisée à La Nouvelle-Orléans. Deux saisons plus tard en 2004, les Bobcats de Charlotte sont créés en tant qu'équipe d'expansion.
Dix ans plus tard, en 2014, les Hornets de La Nouvelle-Orléans ayant choisi de changer leur nom en Pelicans de La Nouvelle-Orléans, Michael Jordan, avec l'aval de la Ligue, permet à la franchise de Charlotte de retrouver son appellation d'origine, ses couleurs et son palmarès.
Il y a donc ainsi deux franchises distinctes ayant porté ce nom. Celle qui est aujourd'hui devenue la franchise des Pelicans de La Nouvelle-Orléans et qui existe toujours, et celle qui reprend le logo en 2014 mais qui est née en tant que 30e franchise NBA sous l'appellation des Bobcats de Charlotte.
La franchise est dirigée par Michael Jordan depuis 2010. L'équipe joue ses matchs à domicile au Spectrum Center depuis 2005.

## Historique de la franchise

### Premiers Hornets de Charlotte (1988-2002)

#### La naissance des Hornets (1985-1988)
En 1985, la NBA annonce son projet de s’ouvrir à quatre équipes supplémentaires. George Shinn, un entrepreneur de Charlotte, en Caroline du Nord, décide alors d’installer une équipe dans sa région. Pour cela, il réunit un groupe d’hommes d’affaires locaux pour diriger cette franchise potentielle.
Charlotte et ses alentours sont depuis longtemps déjà un grand foyer du basketball universitaire. Les quatre écoles de Caroline du Nord de l’ACC (Atlantic Coast Conference), ainsi que trois équipes universitaires locales (les 49ers de Charlotte, les Wildcats de Davidson et les Bulls de Johnson C. Smith), possèdent une base de fans large et fidèle. À l’époque, Charlotte est également l’une des villes qui croît le plus rapidement aux États-Unis[réf. nécessaire]. Par ailleurs, la cité a précédemment été l’un des trois berceaux des Cougars de la Caroline (American Basketball Association), de 1969 à 1974.
Un journaliste du Sacramento Bee plaisante : « The only franchise Charlotte is going to get is one with golden arches ! » (« La seule franchise que Charlotte pourra avoir un jour est celle d’un McDonald’s ! », golden arches faisant référence aux deux arches jaunes du « M » en question)[réf. nécessaire]. Cependant, l’atout décisif de Shinn est le Charlotte Coliseum, qui pourra accueillir 24 000 spectateurs – le plus grand stade jamais construit pour recevoir une équipe NBA à plein temps.
Le 5 avril 1987, le Commissionnaire de la NBA, David Stern, appelle Shinn pour l’informer que son groupe est promu vingt-quatrième franchise de la NBA et commencera à jouer en 1988. Des franchises sont également attribuées à Miami (Heat), Minneapolis Saint-Paul (Timberwolves) et Orlando (Magic).
À l’origine, la nouvelle équipe devait être nommée « Charlotte Spirit », mais un concours « name-the-team » désigne finalement « « Hornets » » comme gagnant[réf. nécessaire]. Le nom vient de la résistance féroce que la ville oppose à l’occupation britannique durant la révolution américaine : Lord General Cornwallis parlait de Charlotte en évoquant « un véritable nid de frelons » ( « a veritable nest of hornets » »)[réf. nécessaire]. Le nom avait été utilisé par d’autres équipes de Charlotte auparavant : l’équipe de la ville en Ligue mineure de baseball s’est appelée Hornets de 1901 à 1972, ainsi qu’une équipe de l’éphémère World Football League ; et les équipes de NCAA les 49ers de Charlotte et les Wildcats de Davidson jouent chaque année pour le « Hornet’s Nest Trophy ».
L’équipe choisit le turquoise comme couleur principale, et les Sharks de San José, les Jaguars de Jacksonville, les Marlins de la Floride ne tardent pas à leur emboîter le pas en s’attribuant des couleurs similaires. Les Grizzlies de Memphis l’ont eux aussi utilisée comme couleur principale lors de leur époque à Vancouver, et même les Pistons de Détroit ont brièvement adopté le turquoise en remplacement de leurs traditionnels bleu et rouge, au milieu des années 1990.
Malgré quelques inquiétudes sur le fait que le Coliseum soit trop grand, Shinn pense que l’engouement suscité de longue date par les équipes universitaires de la région se transmettra facilement aux Hornets[réf. nécessaire]. Après avoir dans un premier temps vendu 15 000 tickets pour la saison régulière[réf. nécessaire], les ventes montent et l’équipe atteint finalement les 21 000 tickets[réf. nécessaire].
Shinn loue les services de Carl Scheer, cadre de la NBA, comme directeur général. Scheer décide de composer un cinq de départ de joueurs vétérans, dans l’espoir d’avoir une équipe compétitive aussi tôt que possible, avec l’objectif d’atteindre les playoffs d’ici cinq ans. L’ancien entraîneur universitaire et assistant NBA vétéran Dick Harter est engagé comme entraîneur en chef.

#### Les premières désillusions (1988-1992)
L’équipe de la saison 1988-89 est conduite par l’arrière Kelly Tripucka, qui est le meilleur marqueur de Charlotte pour les deux premières saisons de la franchise. Elle compte aussi dans ses rangs le tireur rookie Rex Chapman et le meneur de jeu Muggsy Bogues, le plus petit joueur de l’histoire de la NBA.
Mais malheureusement, les Hornets connaissent une première saison difficile, qui s'achève sur un bilan de 20-62, sans jamais remporter plus de deux matchs consécutifs.
Lors de la saison 1989-1990, Harter est renvoyé en janvier, après que les joueurs se sont rebellés contre son style orienté sur la défense. Il est remplacé par Gene Littles, son assistant. Une série de 3-31 de janvier à mars enterre définitivement les espoirs des Hornets, qui finissent la saison sur un 19-63.
Pour 1990-1991, l’équipe choisit l’arrière Kendall Gill lors de la Draft de la NBA et connaît un regain de forme (26-56), mais la seule satisfaction de cette saison est l’obtention à la loterie du premier choix de draft pour l’année suivante. L’autre fait notable de 1991 est l’accueil du All-Star Game à Charlotte. Finalement, Littles est renvoyé à la fin de la saison et remplacé par Allan Bristow.
En prévision de la saison 1991-1992, les Hornets draftent l’ailier Larry Johnson grâce à leur premier choix. Ce dernier termine parmi les meilleurs marqueurs et les meilleurs rebondeurs de la Ligue, avec le titre de Rookie de l’Année 1992. Gill mène la marque pour la franchise avec plus de 20 points par match. L’équipe reste en course pour une place en playoffs jusqu’au mois de mars, mais réalise finalement une saison médiocre (31-51) et obtient le deuxième choix de la draft 1992.

#### De 1992 à 2002
Les Hornets sélectionnent alors Alonzo Mourning. Avec Larry Johnson, ils forment un duo d'intérieurs très jeune mais puissant. Avec l'appui du shooteur Kendall Gill, de Dell Curry, et de Muggsy Bogues, les Hornets finissent cinquièmes de la Conférence Est et battent les Celtics de Boston au premier tour des playoffs. Ils perdent au tour suivant face aux Knicks de New York.
L'avenir des Hornets est cependant compromis par les multiples blessures de Larry Johnson et d'Alonzo Mourning. Durant l'intersaison 1995, Alonzo Mourning est transféré à Miami pour le shooteur Glen Rice. Le meneur All-Star Kenny Anderson remplace Muggsy Bogues, blessé lui aussi, au poste de meneur.
Durant l'intersaison 1996, Kenny Anderson, en fin de contrat, quitte l'équipe tandis que Larry Johnson est transféré à New York contre Anthony Mason. Durant la draft, les Hornets sélectionnent avec le treizième choix Kobe Bryant, mais ce dernier, ayant clairement fait comprendre qu'il ne jouerait que pour les Lakers de Los Angeles, y est transféré en échange du pivot Vlade Divac. Avec une équipe composée de Glen Rice, Vlade Divac, Anthony Mason, Muggsy Bogues et Matt Geiger, Charlotte réussit la meilleure saison de son histoire et refait son apparition en playoffs. En 1997-1998, les arrières David Wesley et Bobby Phills signent. Les Hornets sont éliminés en playoffs par les futurs champions, les Bulls de Chicago.

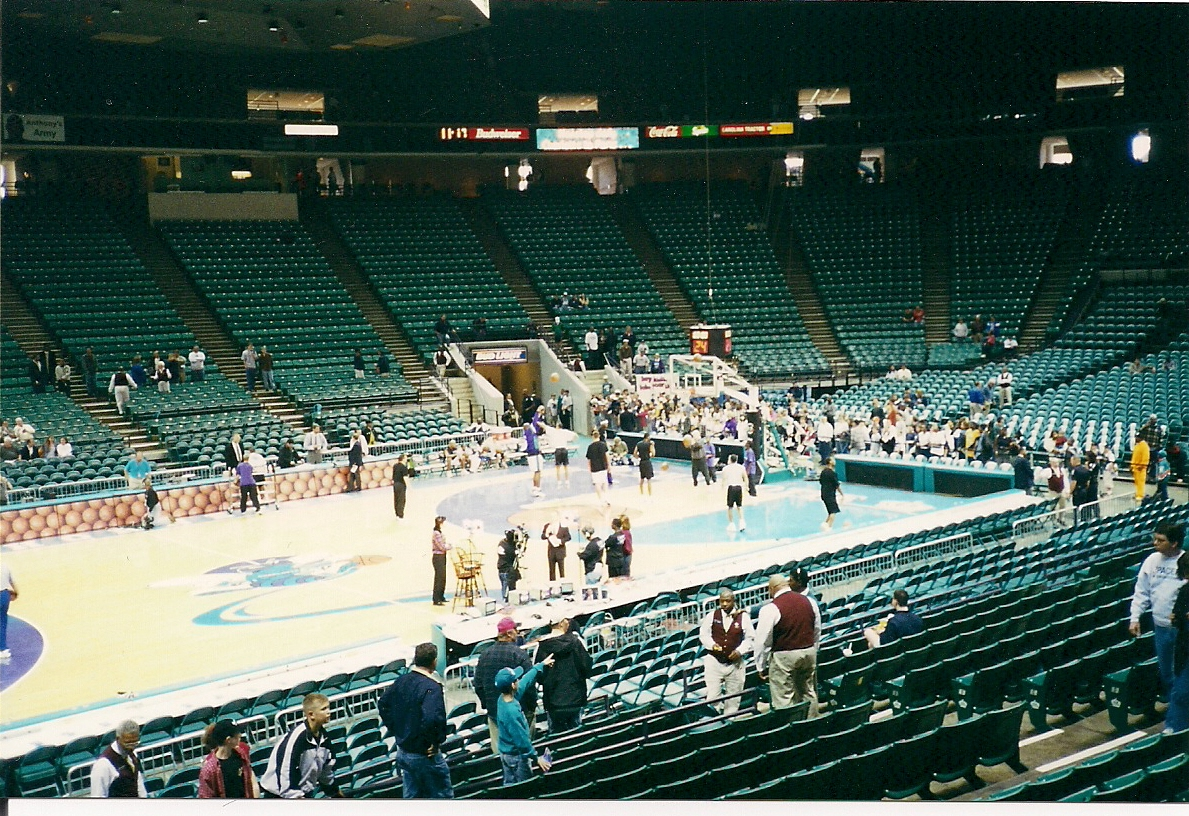
Le Charlotte Coliseum en 2000

Les départs en 1999 de Glen Rice (échangé contre Eddie Jones), Matt Geiger, Vlade Divac et Muggsy Bogues affaiblissent l'équipe qui finit huitième ex æquo avec les Knicks de New York mais ne sont pas qualifiés pour les playoffs.
La sélection de Baron Davis au troisième choix de la draft 1999 marque le retour des Hornets. Le 12 janvier 2000, Bobby Phills se tue dans un accident de voiture, alors qu'il faisait une course sur l'autoroute avec son coéquipier David Wesley. Son numéro 13 est retiré le 9 février 2000.
Les saisons 2000-2001 et 2001-2002 sont marquées par des qualifications en playoffs, toutefois sans parvenir à dépasser le deuxième tour, :éliminés en 2001 par les Bucks de Milwaukee puis par les Nets du New Jersey en 2002. Eddie Jones est échangé contre Jamal Mashburn à Miami.
En raison d'une faible audience dans leur salle, et à la suite de la vente de la franchise, les Hornets obtiennent la permission en mai 2002 de déménager à La Nouvelle-Orléans, où ils deviennent les New Orleans Hornets à partir de la saison 2002-2003, laissant orpheline la ville de Charlotte de sa franchise NBA présente depuis 1988.

### Bobcats de Charlotte (2004-2014)

#### Des débuts difficiles (2004-2009)
Les Hornets partis à La Nouvelle-Orléans, un groupe d'investisseurs originaires de Charlotte demande dès la saison 2003, la création d'une franchise d'expansion, en remplacement des Hornets. Fondée le 10 janvier 2003, les Bobcats constituent la première franchise d'une ligue majeure américaine à être détenue majoritairement par un actionnaire afro-américain, Robert L. Johnson. Ce dernier est à l'origine du nom du club puisqu'on le surnomme « a cat named Bob » (Bob est le diminutif couramment utilisé pour Robert). La mascotte de l'équipe est quant à elle dénommée Rufus Lynx (nom scientifique du bobcat). Les Bobcats sont donc la seconde franchise implantée à Charlotte après celle des Hornets entre 1988 et 2002.
Pour donner naissance au premier effectif des Bobcats, une draft d'expansion a lieu le 22 juin 2004. Chacune des 29 autres franchises de la NBA peut protéger jusqu'à 8 joueurs, en laissant au minimum un joueur disponible ; les Bobcats ont quant à eux le droit de sélectionner un joueur par équipe. Bernie Bickerstaff, general manager, repêche dix-neuf joueurs en suivant la politique fixée par le club, c'est-à-dire de privilégier des jeunes prometteurs avec des contrats de faible durée et peu élevés. C'est ainsi que des vétérans confirmés aux contrats encombrants comme Scottie Pippen, Allan Houston ou Jerry Stackhouse n'ont pas été choisis, bien que laissés libres par leurs équipes respectives. Les expérimentés Steve Smith et Brevin Knight sont recrutés durant l'intersaison pour des contrats de courte durée afin d'encadrer les jeunes. Le noyau dur de l'équipe est alors notamment composé de Gerald Wallace, Jason Kapono (parti depuis au Heat de Miami, aux Raptors de Toronto puis aux Lakers de Los Angeles) et du deuxième choix de la draft 2004 Emeka Okafor (parti ensuite aux Hornets de La Nouvelle Orléans).
Le premier match de l'histoire de la franchise a lieu le 4 novembre 2004, et se solde par une défaite face aux Wizards de Washington ; mais la première victoire ne se fait pas attendre. En effet, les Bobcats battent le Magic d'Orlando 111 à 100 dès le match suivant, grâce notamment aux 20 points et 10 rebonds de la révélation slovène Primož Brezec. Le 23 novembre 2004, ils deviennent la première équipe débutante à battre le champion en titre depuis 1971, année où les Braves de Buffalo et les Trail Blazers de Portland ont battu les Knicks de New York. Les Bobcats battent une nouvelle fois Detroit lors du dernier match de la saison régulière, sans enjeu pour les Pistons, assurés de finir deuxièmes de la Conférence Est.
Le club termine sa première saison sur un bilan satisfaisant de 18 victoires pour 64 défaites, à égalité avec les Hornets, tous deux laissant la dernière place de la ligue à Atlanta. Okafor, qui mène l'équipe aux points et aux rebonds, est nommé meilleur débutant de l'année. Avec les cinquième et treizième choix de la draft, les Bobcats sélectionnent deux joueurs issus de North Carolina, et récemment auréolés du titre de champion NCAA : le meneur Raymond Felton et l'intérieur Sean May.

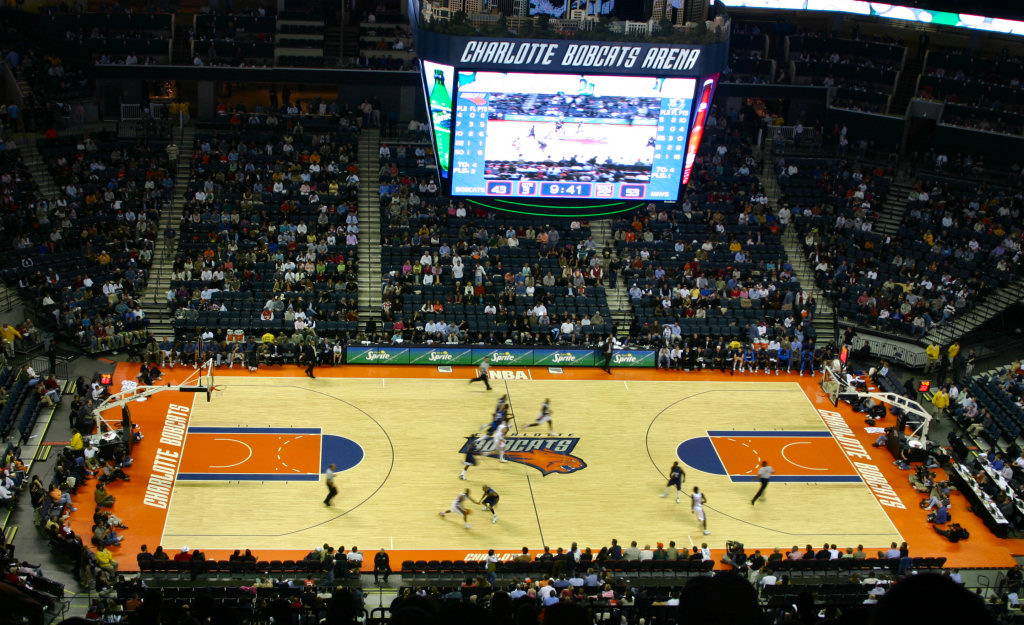
La Time Warner Cable Arena, la salle des Bobcats

Malgré l'absence d'Okafor durant près de soixante rencontres et un meilleur marqueur à seulement 15,4 points par match, les Bobcats sont sur une pente ascendante : ils remportent 26 matchs pour 56 défaites, soit 8 victoires de plus que lors de la première saison. Lors de la draft 2006 avec le troisième choix, les Bobcats sélectionnent Adam Morrison, shooteur prometteur.
En juin 2006, Michael Jordan prend des parts dans le capital de la franchise, devenant l'un des trois principaux actionnaires du club avec Robert L. Johnson et le rappeur Nelly.
En 2007, les Bobcats obtiennent le huitième choix à la draft. Ils sélectionnent Brandan Wright, qu'ils échangent immédiatement contre Jason Richardson et les droits de Jermareo Davidson des Warriors de Golden State. Le lendemain, les Bobcats licencient le meneur de jeu Brevin Knight. Mais malgré l'arrivée de Jason Richardson qui termine meilleur marqueur des Bobcats (21,8 points de moyennes) et avec trois autres joueurs à plus de dix points de moyennes (Gerald Wallace, Emeka Okafor et Raymond Felton), les Bobcats ne se qualifient pas pour les playoffs.
Pour la saison 2008-09, Larry Brown devient entraîneur de l'équipe. Jason Richardson et Jared Dudley sont échangés à Phoenix contre Boris Diaw et Raja Bell, mais les Bobcats ne se qualifient toujours pas pour les playoffs.

#### Les premiers playoffs (2009-2010)

logo de 2007 à 2012

Le 18 mars 2010, Michael Jordan devient le propriétaire des Bobcats. C'est le premier ancien joueur de basketball à devenir propriétaire d'une franchise de la NBA.

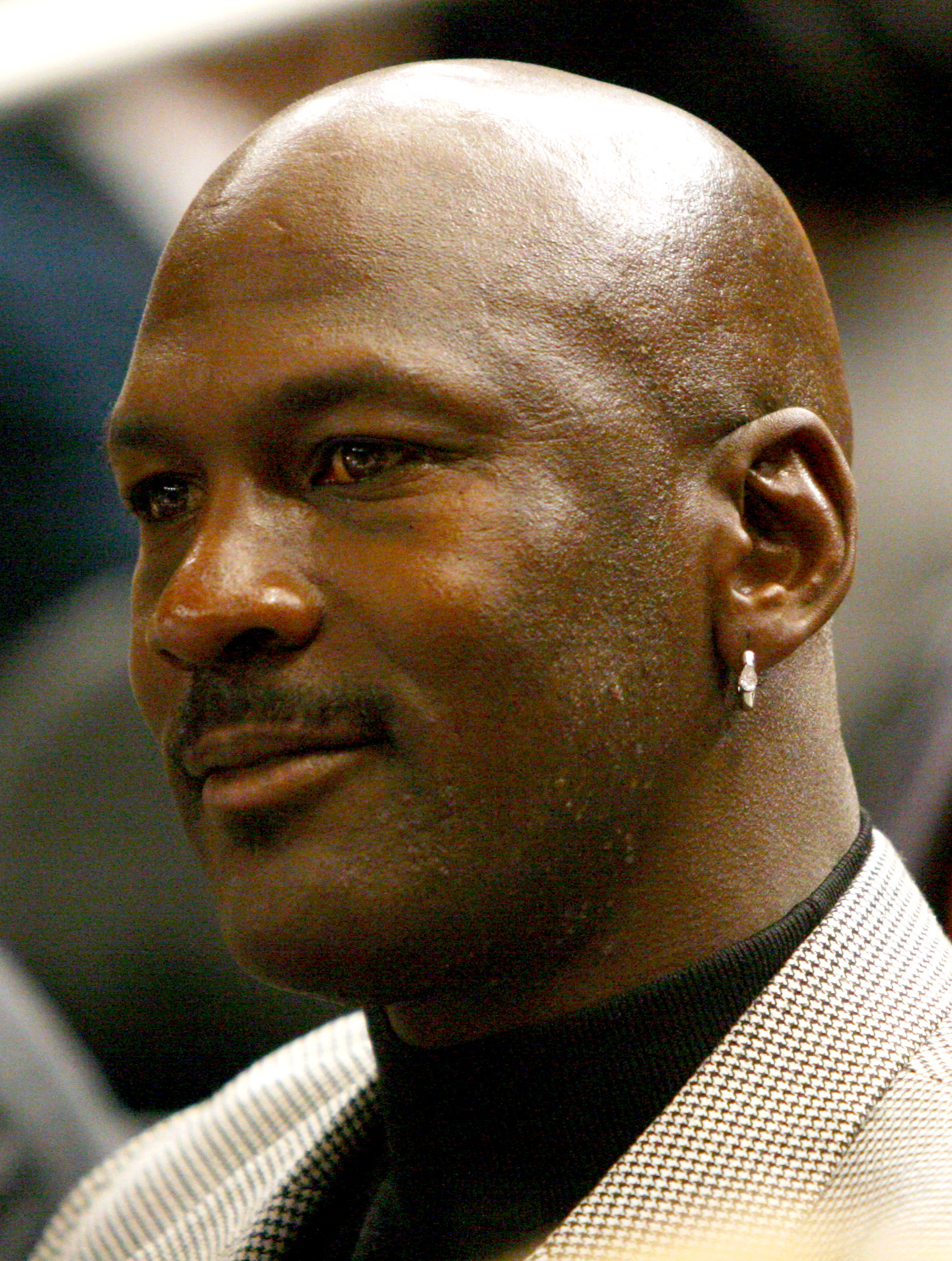
Michael Jordan acquiert les Bobcats en 2010.

Lors de la saison 2009-2010, Stephen Jackson arrive en provenance des Warriors de Golden State, et Gerald Wallace obtient sa première sélection au NBA All-Star Game. Ces deux joueurs contribuent grandement à la première qualification en playoffs de Charlotte, mais l'équipe se fait sèchement éliminer par le Magic d'Orlando (4-0) lors du premier tour.

#### La reconstruction (2010-2014)
La franchise commence très mal la saison 2010-2011 et Larry Brown démissionne. Il est remplacé par Paul Silas. Puis, pour alléger la masse salariale de l'équipe, Michael Jordan échange Gerald Wallace aux Trail Blazers de Portland contre Dante Cunningham, Sean Marks, Joel Przybilla et des choix de draft. À la fin de la saison, il échange Stephen Jackson aux Bucks de Milwaukee contre plusieurs joueurs dont Corey Maggette. Puis, lors de la draft, les Bobcats sélectionnent Kemba Walker et Bismack Biyombo pour continuer le processus de reconstruction.
Le début de saison 2011-2012 est catastrophique. Les Bobcats, avec seulement 7 victoires après deux tiers de saison, sont bons derniers de la conférence Est et peuvent donc tirer un trait sur une participation aux playoffs NBA. Le 21 mars 2012 le club annonce qu'un accord est trouvé avec Boris Diaw, ce dernier est donc laissé libre de tout contrat. Les Bobcats terminent la saison avec un bilan de 7 victoires pour 59 défaites soit 10,6 % de victoires. Cela représente le plus mauvais bilan de l'histoire de la NBA, détrônant ainsi les Sixers de la saison 1972-1973 qui détenaient le record avec 9 victoires pour 73 défaites (11 % de victoires). Le 30 avril 2012, les dirigeants des Bobcats annoncent que Silas ne reviendra pas en tant qu'entraîneur pour la saison NBA 2012-2013.

### Le retour des Hornets (depuis 2014)

#### Fin de l'ère Kemba Walker (2014-2019)
En mai 2013, Michael Jordan annonce que la franchise entame la procédure pour prendre à partir de 2014-2015 le surnom de Hornets, surnom transféré en 2002 de Charlotte à La Nouvelle-Orléans. La procédure aboutit le 18 juillet suivant lors de la réunion du conseil d'administration de la NBA, où les propriétaires des franchises donnèrent leur accord par vote à la majorité. Le 20 mai 2014, le changement de nom est officiel et les Bobcats deviennent les Charlotte Hornets ; de plus les nouveaux Hornets récupèrent les droits sur le palmarès et les statistiques de toute la période se situant de 1988 à 2002, au détriment des Pelicans de La Nouvelle-Orléans, conformément à un accord dans l'acte de vente et de délocalisation de l'ancien propriétaire des Hornets qui stipule que si le nom revient à Charlotte, ceux-ci retrouvent alors leurs droits initiaux.
Lors de la draft 2014, la franchise sélectionne Noah Vonleh avec le neuvième choix. Elle acquiert également Shabazz Napier, Dwight Powell et Semaj Christon lors du deuxième tour. Napier est ensuite échangé au Heat de Miami contre P. J. Hairston. Au cours de l'intersaison, l’équipe signe l'ancien arrière des Pacers de l'Indiana, Lance Stephenson. Les Hornets ont également signé Marvin Williams avec un accord de deux ans.
La saison 2014-2015 est une année difficile, associée à un bilan de 33-49 et une quatrième place dans la division. Stephenson est échangé aux Clippers de Los Angeles contre Spencer Hawes et Matt Barnes qui est ensuite échangé aux Grizzlies de Memphis pour Courtney Lee.
La saison 2015-2016, l’équipe passe à 48-34 au total, après l’acquisition de joueurs comme Nicolas Batum, Jeremy Lamb et Jeremy Lin. C’était la meilleure saison de l’histoire de la franchise depuis la première époque des Hornets. Charlotte est retourné en playoffs, mais est éliminée par le Heat de Miami en sept matchs lors du premier tour.
Pendant l'intersaison 2016, Jeremy Lin signe avec les Nets de Brooklyn, Al Jefferson aux Pacers de l'Indiana, et Courtney Lee aux Knicks de New York, mais les Hornets sont en mesure de re-signer Nicolas Batum et Marvin Williams, et d'ajouter Roy Hibbert, Marco Belinelli et Ramon Sessions à leur effectif. Durant la saison 2016-2017, Kemba Walker est nommé All-Star pour la première fois de sa carrière. Les Hornets terminent la saison avec un bilan de 36-46, manquant les playoffs.

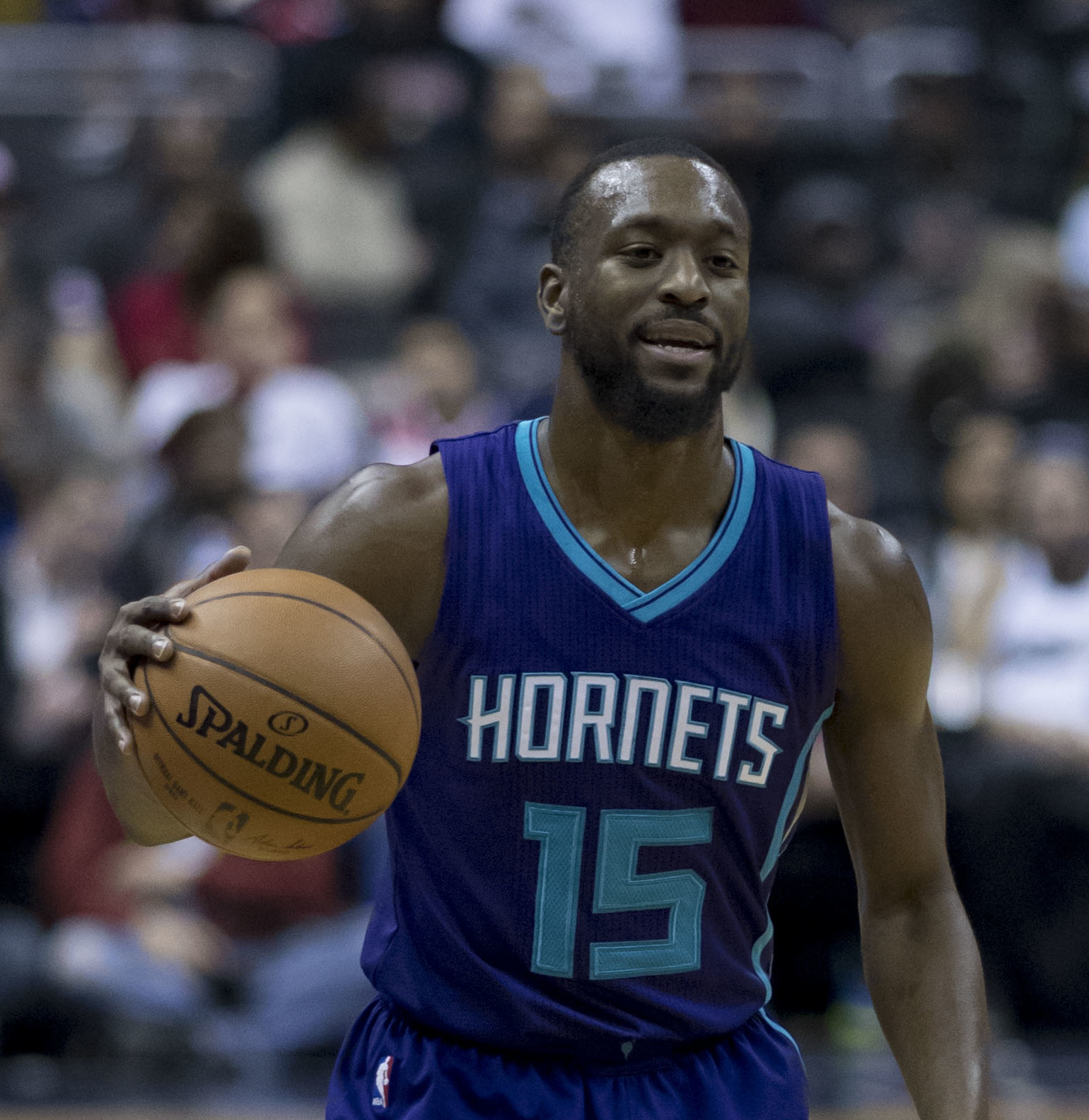
Kemba Walker sous les couleurs de Charlotte.

Les Hornets ont fait l'acquisition de Dwight Howard pendant l'intersaison, en échange de Plumlee et Belinelli. Cette transaction réunit Howard avec l’entraîneur Steve Clifford, qui ont tous deux travaillé ensemble à Orlando et Los Angeles. Lors de la draft, Charlotte choisit Malik Monk avec le 11e choix. Sessions signe avec les Knicks de New York, et pour remplacer le meneur, ils font venir l’ancien Rookie de l'année Michael Carter-Williams des Bulls de Chicago.
Au cours de la saison 2017-2018, Kemba Walker est sélectionné pour sa deuxième participation au All-Star Game. À la fin de la saison, les Hornets n’ont pas renouvelé le contrat du manager général Rich Cho. En avril, Mitch Kupchak est nommé nouveau président des opérations basket-ball et manager général. Le 28 mars, Kemba Walker dépasse Dell Curry afin de devenir le meilleur marqueur de l'histoire de la franchise de Charlotte. Le 13 avril, les Hornets ont congédié l’entraîneur Steve Clifford après cinq saisons, puis nommé James Borrego à la tête de l'équipe le 10 mai.
Le 23 juillet, Tony Parker, qui a passé les 17 années précédentes de sa carrière au sein des Spurs de San Antonio, signe avec les Hornets. En janvier 2019, Kemba Walker est nommé All-Star et égale Glen Rice, pour sa troisième apparition dans sa carrière de Hornet. À la fin de la saison 2018-2019, et à la suite d'une non-qualification aux playoffs, Kemba Walker, alors agent libre, quitte l'équipe pour rejoindre les Celtics de Boston. Il semble, selon les dires du joueur, que son départ soit dû à une offre insuffisante de l'équipe sur son nouveau contrat. À noter que Charlotte avait aussi à ce moment-là un salary cap bloqué. Dans la foulée, et pour remplacer le meneur, les Hornets signent Terry Rozier sur trois ans, lui-même agent libre et jusque là meneur remplaçant des Celtics de Boston.

#### Reconstruction avec la jeunesse des Hornets (depuis 2019): le retour de «Lob City»
Le 20 juin 2019, les Hornets ont choisi P. J. Washington avec le 12e choix lors de la draft NBA. En septembre, Michael Jordan, propriétaire de l'équipe, annonce avoir vendu une partie de ses parts à des investisseurs new-yorkais.
Au cours de la saison 2019-2020, le 24 janvier, la franchise de Charlotte participe au premier match de saison régulière NBA en France, les opposant aux Bucks de Milwaukee. La saison marque la belle progression de Devonte' Graham, devenant titulaire aux côtés de Terry Rozier dans la rotation de l''équipe, mais l'équipe ne parvient pas à atteindre les playoffs, finissant 10e de leur conférence.
Lors de la loterie de la draft 2020, ils réussissent à obtenir le 3e choix, avec lequel ils sélectionnent LaMelo Ball, héritier légitime du « Showtime » des Lakers des années 80. Il est élu Rookie de l'Année au terme de la saison, devant notamment Anthony Edwards et Saddiq Bey. Durant l'intersaison, la franchise enregistre la signature de Gordon Hayward, avec un contrat de 120 millions de dollars sur 4 ans.
En juin 2023, le propriétaire Michael Jordan annonce son intention de vendre les Hornets.

## Couleurs et symboles

### Maillots
Depuis que Nike fournit l'ensemble des tenues aux équipes de NBA, en 2017, les maillots « domicile » et « extérieur » ont été remplacés par une collection plus fournie, pouvant servir aussi bien en déplacement qu'à domicile, portant les noms « association », « icon », « statement » et « city », et pour certaines équipes en plus une version « classic » reprenant le design d'anciens maillots. A noter que les Charlotte Hornets sont la première et seule équipe NBA à être entièrement habillée par Jordan Brand.

## Statistiques de la franchise

### Meilleurs marqueurs de l'histoire de la franchise
| Place                                                                                    | Nom du joueur              | Pays       | Points |
| ---------------------------------------------------------------------------------------- | -------------------------- | ---------- | ------ |
| 1er                                                                                      | Kemba Walker 2011 - 2019   | États-Unis | 12 009 |
| 2e                                                                                       | Dell Curry 1988 - 1998     | États-Unis | 9 839  |
| 3e                                                                                       | Gerald Wallace 2004 - 2011 | États-Unis | 7 437  |
| 4e                                                                                       | Larry Johnson 1991 - 1996  | États-Unis | 7 405  |
| 5e                                                                                       | Miles Bridges 2018 -       | États-Unis | 6 028  |
| 6e                                                                                       | Terry Rozier 2019 - 2024   | États-Unis | 5 974  |
| 7e                                                                                       | Glen Rice 1995 - 1998      | États-Unis | 5 651  |
| 8e                                                                                       | Muggsy Bogues 1988 - 1997  | États-Unis | 5 531  |
| 9e                                                                                       | Raymond Felton 2005 - 2010 | États-Unis | 5 311  |
| 10e                                                                                      | David Wesley 1997 - 2002   | États-Unis | 5 241  |
| Dernière mise à jour : 4 mars 2024 En gras : Joueurs évoluant toujours dans la franchise |                            |            |        |

## Records individuels de la franchise
| Statistique                                                                                | Nom du joueur   | Nombre               |
| ------------------------------------------------------------------------------------------ | --------------- | -------------------- |
| Meilleur marqueur                                                                          | Kemba Walker    | 12 009 points        |
| Meilleure moyenne Points/Match                                                             | Glen Rice       | 23.5 points / match  |
| Meilleur passeur                                                                           | Muggsy Bogues   | 5 557 passes         |
| Meilleure moyenne Passes/Match                                                             | Muggsy Bogues   | 8.8 passes / match   |
| Meilleur rebondeur                                                                         | Emeka Okafor    | 3 516 rebonds        |
| Meilleure moyenne Rebonds/Match                                                            | Emeka Okafor    | 10.7 rebonds / match |
| Meilleur contreur                                                                          | Alonzo Mourning | 684 contres          |
| Meilleur intercepteur                                                                      | Muggsy Bogues   | 1 067 interceptions  |
| Meilleur pourcentage au tir                                                                | Dwight Howard   | 55.5 %               |
| 3 points marqués                                                                           | Kemba Walker    | 1 283 tirs marqués   |
| Meilleur pourcentage à 3 points                                                            | Glen Rice       | 44.4 %               |
| Lancers-francs marqués                                                                     | Kemba Walker    | 2 398 tirs marqués   |
| Meilleur pourcentage au lancer-franc                                                       | Kelly Tripucka  | 87.9 %               |
| Matchs joués                                                                               | Dell Curry      | 701 matchs           |
| Dernière mise à jour : 11 avril 2019 En gras : Joueurs évoluant toujours dans la franchise |                 |                      |

### Maillots retirés
- 13 - Bobby Phills

### Joueurs marquants
| - Kemba Walker - Glen Rice - Muggsy Bogues - Larry Johnson - Baron Davis - Eddie Jones - Alonzo Mourning - Jamal Mashburn - Gerald Wallace | - Stephen Jackson - Raymond Felton - Jason Richardson - Emeka Okafor - Boris Diaw - Dell Curry - Tony Parker |